# Allan Sly
Allan Sly (1982) é um matemático australiano.
Sly participou em 1999 e 2000 da equipe australiana na Olimpíada Internacional de Matemática, recebendo uma medalha de prata em 2000. Estudou no Radford College e na Universidade Nacional da Austrália, com o bacharelado e um mestrado em 2006. Sly obteve um doutorado em 2009 na Universidade da Califórnia em Berkeley, orientado por Elchanan Mossel, com a tese Spatial and Temporal Mixing of Gibbs Measures. No pós-doutorado esteve na Microsoft Research. A partir de 2011 foi professor assistente em Berkeley sendo desde 2016 professor na Universidade de Princeton.
Recebeu o Prêmio Loève de 2019.

## Publicações selecionadas
- com Eyal Lubetzky: Cutoff phenomena for random walks on random regular graphs, Duke Mathematical Journal, Volume 153, 2010, p. 475–510
- Computational Transition at the Uniqueness Threshold, Proceedings of IEEE Symposium on Foundations of Computer, 2010, p. 287–296,  Arxiv
- com S. Chatterjee, Persi Diaconis: Random graphs with a given degree sequence, Annals of Applied Probability, Volume 21, 2011, p. 1400–1435
- com F. Krzakala, C. Moore, E. Mossel, J. Neeman, L. Zdeborová, P. Zhang: Spectral redemption: clustering sparse networks, Proc. Nat. Acad. Sciences USA, Volume 110, 2013, p. 20935–20940, Arxiv
- com Eyal Lubetzky: Cutoff for the Ising model on the lattice, Inventiones mathematicae, Volume 191, 2013, p. 719–755, Arxiv
- com E. Lubetzky: Critical Ising on the square lattice mixes in polynomial time, Communications in Mathematical Physics, Volume 313, 2013, p. 815–836, Arxiv
- com J. Ding, N. Sun: Proof of the satisfiability conjecture for large k, Proceedings of the 47th ACM Symposium on Theory of Computing (STOC), 2015, p. 59–68. Arxiv
- com E. Mossel, J. Neeman: Reconstruction and estimation in the planted partition model, Probability Theory and Related Fields, Volume 162, 2015, p. 431–461
- com E. Mossel, O. Tamuz: Strategic learning and the topology of social networks, Econometrica, Volume 83, 2015, p. 1755–1794, Arxiv
- com E. Mossel, J. Neeman: A Proof Of The Block Model Threshold Conjecture, Combinatorica, Volume 38, 2018, p. 655–708, Arxiv 2013
- com Riddhipratim Basu, Vladas Sidoravicius: Last Passage Percolation with a Defect Line and the Solution of the Slow Bond Problem, Arxiv 2014